# Palazzo Gianfigliazzi (Lungarno Corsini nº 2)

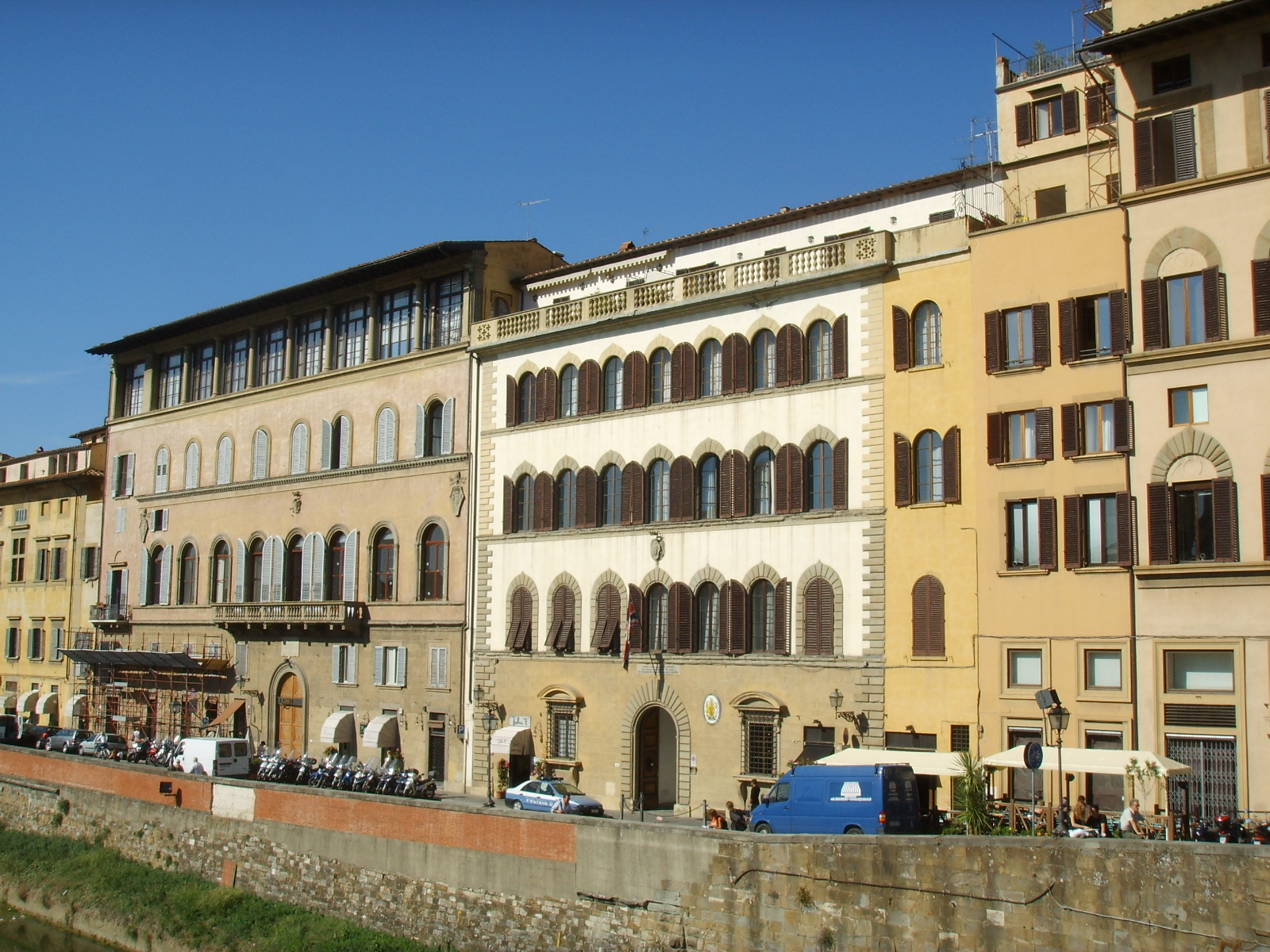
Os dois Palazzi Gianfigliazzi, sendo o nº 2 o edifício branco à direita.

No Lungarno Corsini, em Florença, existem dois edifícios, contíguos, ambos conhecidos como Palazzo Gianfigliazzi. Na verdade, trata-se de dois palácios distintos (este, e um outro situado no nº 4), que antigamente chegaram a estar unidos pelo interior, mas que, posteriormente, voltaram a ser separados.

## Os Gianfigliazzi
Os Gianfigliazzi, assim chamados, segundo a tradição, devido ao seu antepassado, Johannes Filius Acci, possuiam, até ao século XII, numerosos edifícios ao longo da Via dei Tornabuoni, onde ainda existe a Torre dei Gianfigliazzi; na esquina entre esta rua e a Via del Parione possuiam, também, uma loggia privada que foi fechada em 1732.

## História

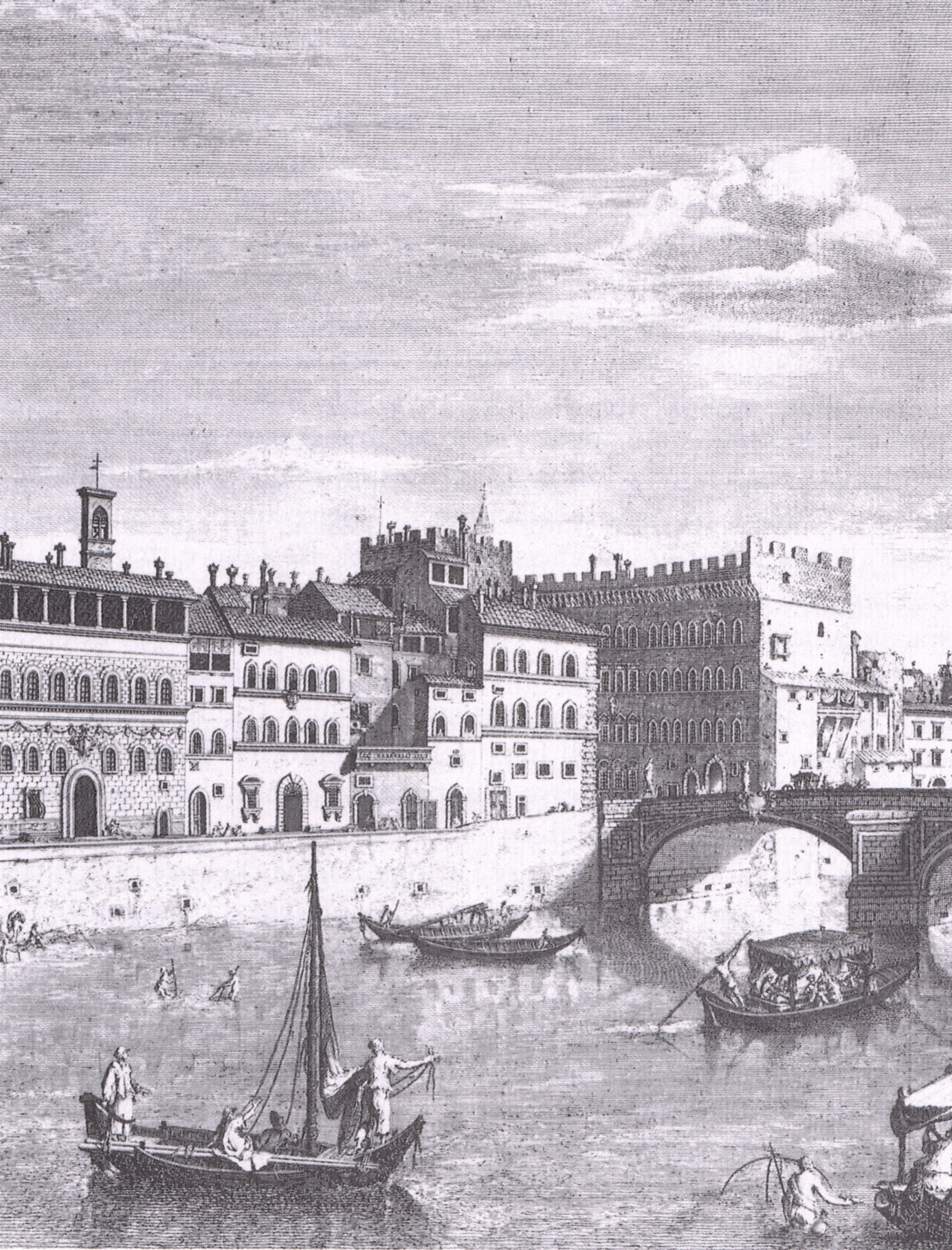
Vista do Lungarno Corsini com a Ponte di Santa Trinita, Giuseppe Zocchi (1744); os Palazzi Gianfigliazzi estão no extremo esquerdo (nº 4), seguido do nº 2.

Este Palazzo Gianfigliazzi foi mandado construir pelos Ruggerini, passando depois aos Fastelli, ou Petribuoni; no início do século XV tornou-se propriedade dos Gianfigliazzi, tendo sido reestruturado no século XVI por Gherardo Silvani.

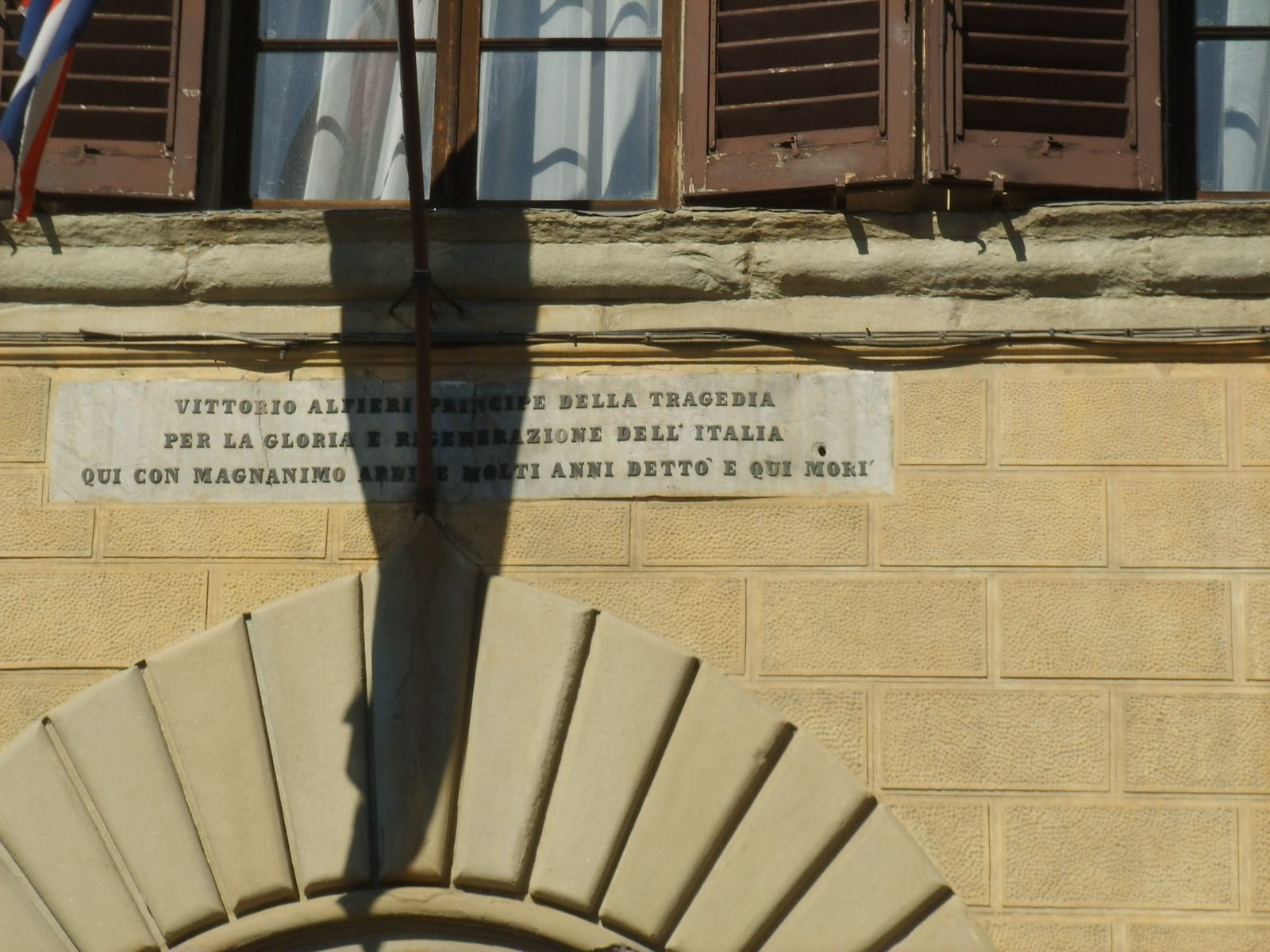
Placa de homenagem a Vittorio Alfieri sobre a porta do palácio.

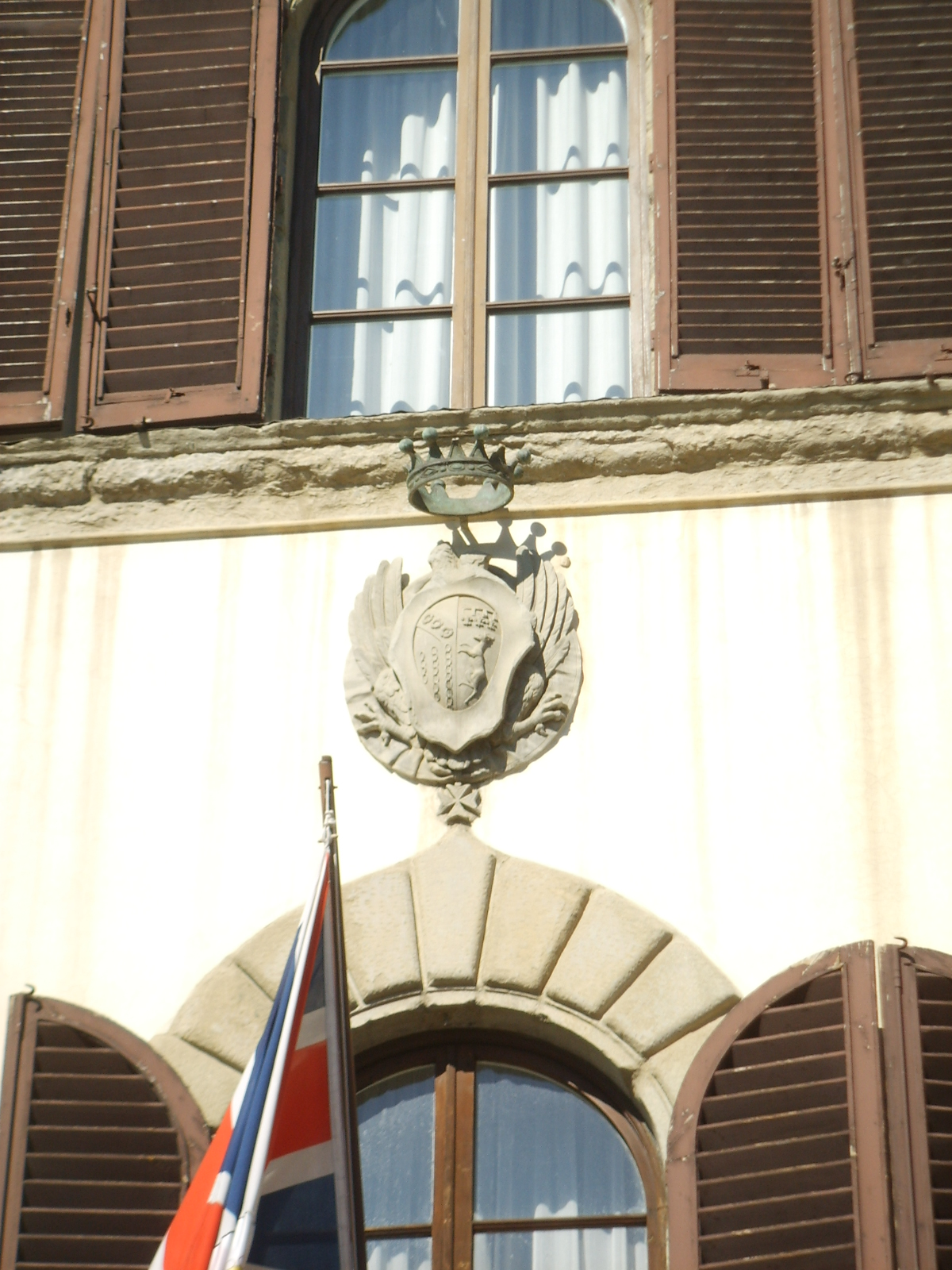
Brasão do Palazzo Gianfigliazzi situado no nº 2.

Em meados do século XVII, foi arrendado e serviu de residência a Luisa de Stolberg-Gedern, Princesa de Stolberg, amante da cultura e da mundanidade, esposa de Carlos Eduardo Stuart, pretendente ao trono inglês, com quem já havia residido no Palazzo di San Clemente; o casal viveu um casamento desastroso, devido, em parte, à diferença de uma vintena de anos entre os dois, tendo-see Luisa refugiado num amor escandaloso com Vittorio Alfieri, com quem viveu em segredo, enquanto foi possível, em Roma, entre 1781 e 1783. Forçados a separarem-se divido ao escandalo, reencontraram-se na Alsácia em 1785, indo viver juntos depois do divórcio e da morte de Stuart, em Paris, em Siena e, por fim, neste palácio florentino, a partir de Novembro de 1792. Com a morte de Alfieri em Florença (1803), Luisa ordinuo a construção de um monumento a Antonio Canova, que ainda hoje se encontra na Basilica di Santa Croce. Em 1824, Luisa faleceu e nomeou o pintor François Xavier Fabre como seu herdeiro universal, por quem se tinha, entretanto, enamorado.
Em 1853, o palácio passou para a família Masetti, que lhe acrescentou um andar e mudou a disposição das janelas na fachada. Mais tarde, ao longo da fachada, foi construído um banco de rua, em pedra, comuns nas fachadas dos antigos palácios florentinos, o qual recebeu o nome de Pancone dei Ragusei porque alguns mercadores dálmatas, de Ragusa, estendiam ali as suas mercadorias em exposição.
Actualmente, pertence a uma sociedade de bens imobiliários, hospedando o Consulado inglês em Florença.